# Naruto: Ultimate Ninja Storm
Naruto: Ultimate Ninja Storm (in Japan Naruto: Narutimate Storm ＮＡＲＵＴＯ－ナルト－ナルティメットストーム Naruto: Narutimetto Sutōmu) ist ein von CyberConnect2 entwickeltes und von Namco Bandai Games veröffentlichtes Fighting Game. Das Spiel wurde für die PlayStation 3 entwickelt. 2017 erschien im Rahmen eines Remasters der ersten drei Ultimate-Ninja-Storm-Teile eine erneuerte Version für Windows, Xbox One, Xbox X und PlayStation 4. 2018 erschien das Remaster für Nintendo Switch.

## Spielprinzip
Naruto: Ultimate Ninja Storm enthält viele Gameplay-Elemente aus früheren Ultimate-Ninja-Spielen. Ultimate Ninja Storm erlaubt es dem Spieler, anstatt in der zweidimensionalen in der dreidimensionalen Welt zu kämpfen.
Eines der neuen Features von Ultimate Ninja Storm ist der „Erwachen-Modus“, eine Transformation, welche dem Spieler nach einem gewissen Verlust von Gesundheitspunkten während des Kampfes zur Verfügung gestellt wird und durch die Aufladung des so genannten „Chakra“ aktiviert wird. Es hängt von der Kraft der Transformation ab, wie viele Punkte der Spieler verloren haben muss. Wenn der „Erwachen-Modus“ aktiviert ist, erhält der Spieler neue Fähigkeiten, wie eine Zunahme der Kraft und Geschwindigkeit. Einige Charaktere erhalten nach der Aktivierung dieses Modus ein komplett neues Repertoire an Bewegungen. Die Spieler können auch die Fähigkeiten ihrer Kämpfer in bestimmtem Rahmen anpassen sowie zwei Charaktere als Hilfe auswählen. Wieder in das Spiel eingeführt wurde der „Jutsu-Clash“, welcher eintritt, wenn beide Spieler gleichzeitig ihre Spezialfähigkeit aktivieren.
Im Spiel sind 25 Charaktere spielbar, jeder dieser Charaktere kann auch als Hilfscharakter ausgewählt werden. Downloads aus dem Playstation Network enthalten weitere Hilfscharaktere und Missionen aller Schwierigkeitsstufen.

## Entwicklung
Das Spiel wurde zum ersten Mal im September 2007 vorgestellt unter dem Namen Naruto PS3 Project.
Das Spiel enthält Cel-Shading-Grafiken, welche die Grenze zwischen dem Naruto-Videospiel und dem Naruto-Anime völlig verschwinden lassen. Hiroshi Matsuyama, einer der Entwickler des Spiels, sagte, dass die Entwickler dem Spieler das Gefühl vermitteln wollen, dass er gerade eine interaktive Anime-Folge schaue. Das Konzept des Spiels war nach wie vor das 1 gegen 1.
Eine spielbare Demo wurde am 17. Juli 2008 auf dem PlayStation Network zum Download zur Verfügung gestellt. Nur Naruto Uzumaki und Kakashi Hatake waren auf nur einem Level spielbar.

## Erstveröffentlichung
Eine limitierte Version von Naruto - Ultimate Ninja Storm wurde als Vorveröffentlichung an Einzelne versendet, welche das Spiel bei bestimmten Anbietern vorbestellt hatten. In Europa wurde das Spiel am 7. November 2008 veröffentlicht, in Australien am 20. November 2008. Die japanische Version des Spiels wurde am 15. Januar 2009 unter dem Namen Naruto: Narutimate Storm ＮＡＲＵＴＯ－ナルト－ナルティメットストーム Naruto: Narutimetto Sutōmu veröffentlicht.

## Fortsetzungen
Naruto Shippuuden Ultimate Ninja Storm 2 ist die Fortsetzung von Naruto Shippuuden Ultimate Ninja Storm. Am 15. Oktober 2010 erschien das Videospiel für Playstation 3 und erstmals für Xbox 360. Neu an diesem Spiel ist, dass nicht wie bisher 25, sondern 40 Charaktere zu spielen sind.
Die Fortsetzung zu Naruto Shippuden: Ultimate Ninja Storm 2 ist das am 30. März 2012 erschienene Naruto Shippuden Ultimate Ninja Storm Generations.
Die Fortsetzung zu Naruto Shippuden: Ultimate Ninja Storm Generations ist das am 8. März 2013 erschienene Naruto Shippuden Ultimate Ninja Storm 3. Es gibt nun mehr als 80 Charaktere neue Arenen und zusätzliche Features.
Unter dem Titel Naruto Shippuden Ultimate Ninja Storm 3 Full Burst wurde das Spiel inklusive aller DLCs am 25. Oktober 2013 erstmals auch für PC veröffentlicht.
Die Fortsetzung zu Naruto Shippuden: Ultimate Ninja Storm Revolution, Naruto Shippuden: Ultimate Ninja Storm 4 erschien in Europa am 5. Februar 2016.

## Soundtrack
Der Naruto Ultimate Ninja Storm Limited Edition Soundtrack wurde am 8. November 2008 mit einer limitierten Edition veröffentlicht. Der Soundtrack enthält 18 von Yasunori Ebina komponierte Titel.